# برادران خونی (فیلم ۱۹۳۵)
برادران خونی (آلمانی: Blutsbrüder) یک فیلم در ژانر درام به کارگردانی یوهان الکساندر هوبلر-کالا است که در سال ۱۹۳۵ منتشر شد. از بازیگران آن می‌توان به بریگیته هورنی، کارل ازموند و آتیلا هوربیگر اشاره کرد.

## بازیگران
- بریژیت هورنی در نقش مارا، مگد
- کارل اسموند در نقش میرکو، در هر
- آتیلا هاربیگر به عنوان بویان، در هلد
- ویلی شور در نقش گاسکو، در کنشت
- فردریش گناس
- ارنا هاینریش
- هرمان مایر-فالکو
- سوفی اوتو
- یوزف ریتوفر
- آنا فون پالن

## کتابشناسی
- Bock, هانس مایکل; برگفلدر, تیم, eds. (2009). خلاصه سینگراف: دائرlopالمعارف سینمای آلمان. نیویورک: کتابهای برگ. ISBN 978-1-57181-655-9.